# Josef Scharl

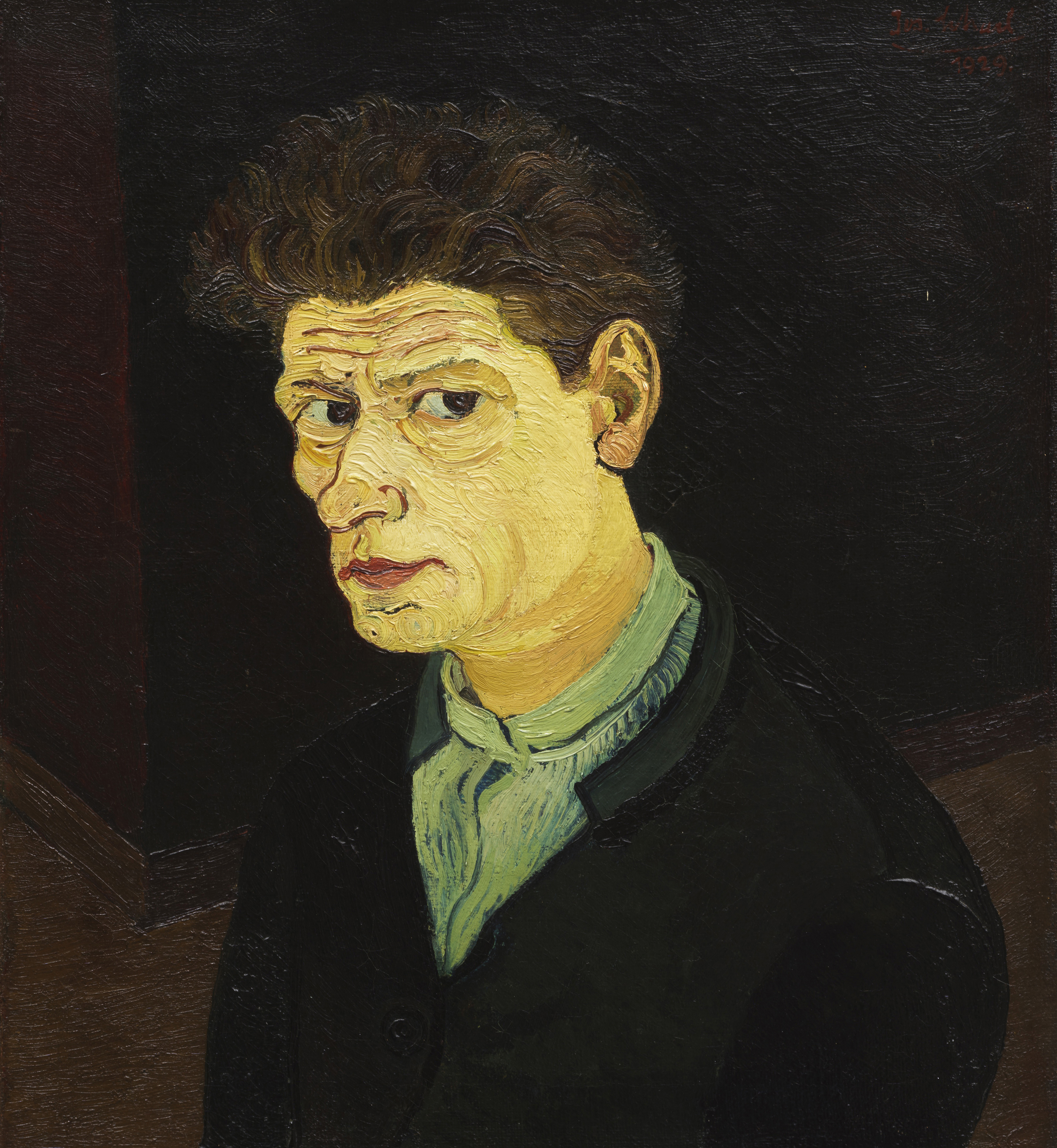
Josef Scharl: Selbstbildnis, 1929

Josef Scharl (* 9. Dezember 1896 in München; † 6. Dezember 1954 in New York City) war ein deutsch-US-amerikanischer Maler und Graphiker des Expressionismus.

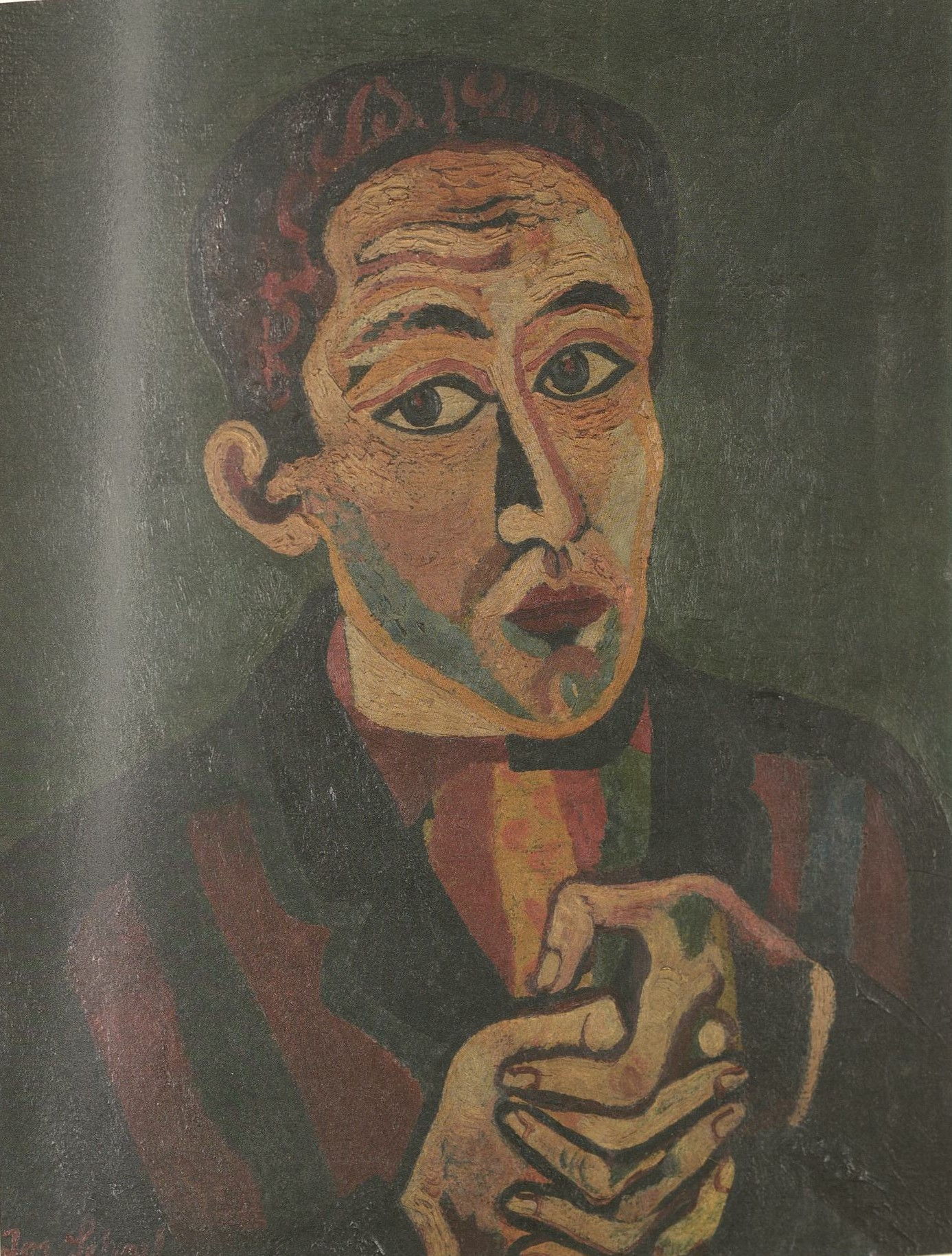
Bildnis eines Mannes mit verschränkten Händen, 1941

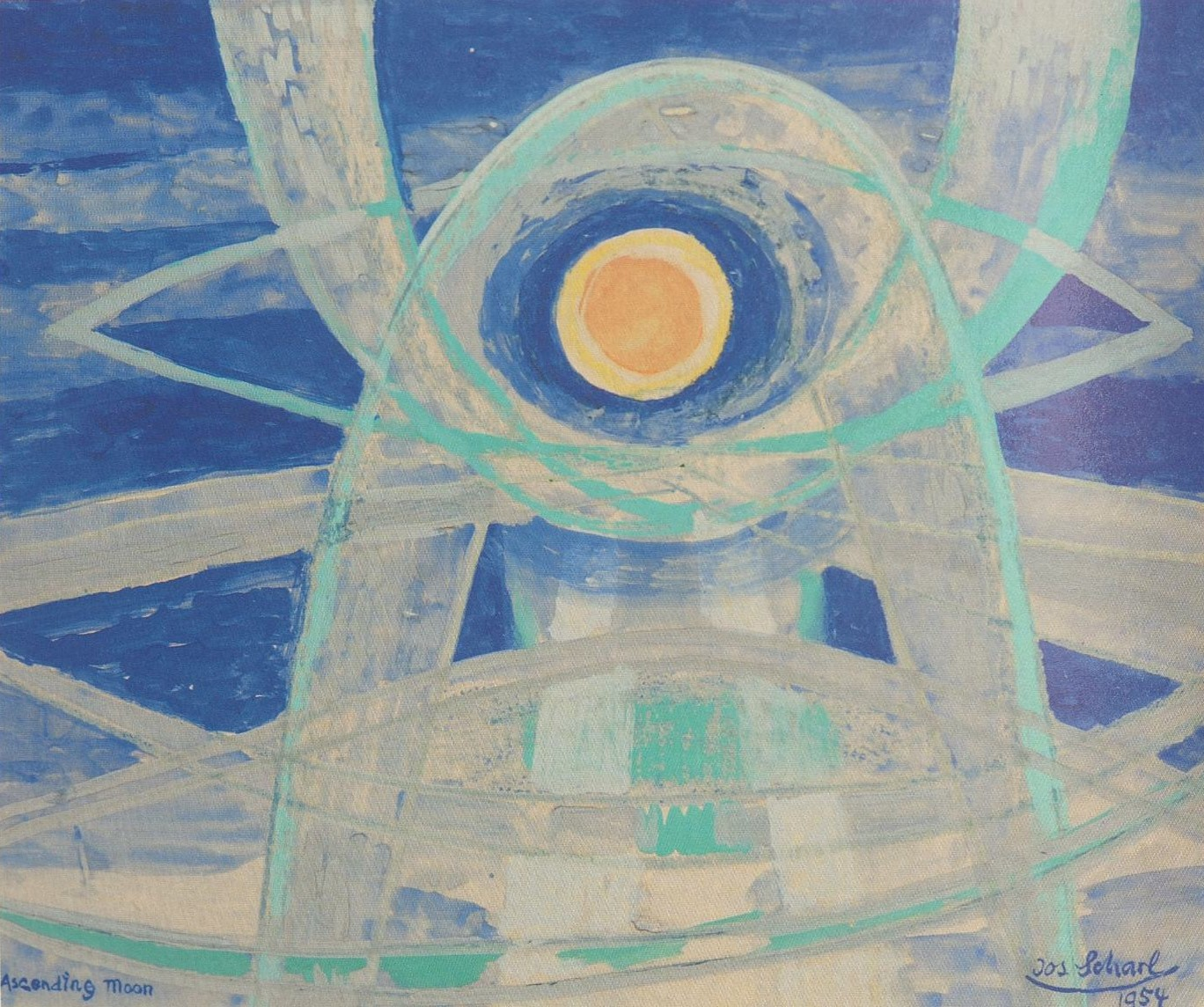
Ascending Moon, 1954

Josef Scharls Werk ist weniger von stilistischer als von motivischer Vielfalt geprägt. Neben zahlreichen sozialkritischen Themen wandte er sich immer wieder auch der Landschaftsmalerei, dem Stillleben und dem Porträt zu. Nach zunehmender Bekanntheit in den 1920er und 1930er Jahren geriet er durch seine Emigration in die USA in Deutschland fast in Vergessenheit. Scharl kehrte nach dem Krieg nicht mehr nach Deutschland zurück.

## Leben

### Kindheit und Jugend
Am 9. Dezember 1896 wurde Josef Scharl als zweites von vierzehn Kindern in München geboren. Der Vater war zunächst Bäcker und arbeitete später in einem Antiquitätengeschäft. 1910 begann Scharl seine dreieinhalbjährige Ausbildung an der Münchner Malerschule in der Westenriederstraße als Dekorationsmaler. Scharl sammelte dort praktische Erfahrungen in der Gemälderestaurierung und besuchte zudem Abendkurse in Aktmalerei.

### Erster Weltkrieg und Weimarer Republik
Josef Scharl nahm ab 1915 am Krieg teil. 1918 zwang ihn eine Verwundung mit vorübergehender Lähmung des rechten Armes zum Aufenthalt in verschiedenen Lazaretten. Noch im gleichen Jahr begann er mit dem Studium an der Kunstakademie in München in den Klassen von Heinrich von Zügel und Angelo Jank. Er verließ 1921 die Akademie vorzeitig und bildete sich autodidaktisch weiter. 1922 heiratete er Magdalena Gruber. Im selben Jahr wurde der Sohn Alois geboren. Scharls Bilder wurden bereits in den 1920er Jahren zu einem Begriff für das kunstinteressierte Publikum. Der Künstler schloss sich der neuen Münchner Sezession und der Künstlervereinigung der Juryfreien an und beteiligte sich erfolgreich an deren Ausstellungen. 1930 wurde ihm der Rom-Preis verliehen. Darum konnte Scharl zwischen 1930 und 1932 nach Rom und Paris reisen, anschließend kehrte er wieder nach München zurück. In Paris lernte er die Werke der Spätimpressionisten kennen. Während er zu Beginn noch in der Anlehnung an die Malerei Cezannes und van Goghs arbeitete, setzte sich in seinen Werken zunehmend die auf alles Schmückende verzichtende, ausgeprägte Direktheit in seinen Darstellungen durch. Erkennbar wurden in dieser Zeit die Einflüsse der Kunst Pablo Picassos, den er bewunderte. Josef Scharl war Mitglied im Deutschen Künstlerbund. Ab 1930 nimmt er an den großen DKB-Jahresausstellungen bis 1936 teil.

### Nationalsozialismus
Die beginnende nationalsozialistische „Kulturpolitik“ brachte nach Scharls Rückkehr aus Rom und Paris eine entscheidende Wende. Seine finanzielle Lage spitzte sich zu, Verkäufe und Ausstellungsbeteiligungen nahmen ab, dann wurde ihm ein Malverbot erteilt. 1933, im Jahr der Machtergreifung Hitlers, widmeten ihm die Brüder Karl und Josef Nierendorf in ihrer Galerie Neumann-Nierendorf in Berlin zwar eine erste Einzelausstellung, der 1935 noch eine weitere folgte. Aber Scharl, der in der Weimarer Republik mehrfach ausgezeichnet worden war, bekam zunehmend die nationalsozialistische „Kulturpolitik“ zu spüren. Schon 1929 wurde er diffamiert, 1935 wurden Scharls Arbeiten im Rahmen des Nürnberger Reichsparteitags der Ehre zur Schau gestellt und von den Nationalsozialisten beschmiert. Zwei Jahre später waren einige seiner Werke auch für die erste offizielle Ausstellung „Entartete Kunst“ in den Münchener Hofgartenarkaden vorgesehen, wurden dann aber doch nicht ausgestellt. Scharl widmete sich politischen und sozialkritischen Themen und zeigte in den 1930er Jahren in Werken wie Die Schreier (1932) und Die Verspottung (1933) eine deutliche Nähe zum Schaffen von Otto Dix. Durch die Einladung des Museum of Modern Art in New York, gemeinsam mit Max Beckmann, Georg Scholz, Erich Heckel und Karl Hofer an einer internationalen Ausstellung teilzunehmen, wurde Scharl bestärkt, seine Auswanderungspläne in die Tat umzusetzen. Der Künstler emigrierte 1938 ohne seine Familie über die Schweiz nach Amerika. Die Emigration bedeutete für Scharl auch eine künstlerische Wende. Seine Bilder verloren an persönlicher Betroffenheit und Direktheit. Sein Stil wurde farbiger und klarer.
Scharl wurde durch Albert Einstein, den er in Berlin kennengelernt hatte, nicht nur finanziell, sondern auch beim Zustandekommen verschiedener Ausstellungsprojekte unterstützt. Scharl besuchte Einstein, den er mehrmals malte, öfters in Princeton und die beiden standen von 1941 an in freundschaftlichem Briefkontakt. Den Höhepunkt seiner Bekanntheit in Amerika markierten die Jahre 1944–46. Karl Nierendorf verlegte 1945 die erste US-Monografie über den Künstler und präsentierte 1947 Scharls Zeichnungen zum Alten und Neuen Testament in seiner New Yorker Galerie.

### Nachkriegszeit und Tod
Wolfgang Sauerländer, Scharls engster Freund, verschaffte ihm den Auftrag für den Verlag „Pantheon Books“, die Märchen der Brüder Grimm zu illustrieren. Dieses Märchenbuch stieß auf großes Interesse in der Öffentlichkeit, es folgten weitere Aufträge; das Buch erschien 1948. Der Tod Nierendorfs, die Sorge um seine in Deutschland zurückgelassene Familie und ein Magenleiden belasteten Scharl immer schwerer. Die ehemalige Mitarbeiterin Nierendorfs, Hilde Prytek, versorgte nun den Künstler. Es wurden verschiedene Projekte angedacht, die jedoch nicht realisiert werden konnten. Scharl wurde 1952 Bürger der Vereinigten Staaten von Amerika. Noch im gleichen Jahr reiste er in die Schweiz und nahm an einer Gruppenausstellung in der Genfer Galerie Georges Moos teil. Es entstanden viele neue Arbeiten. Auf seine Gesundheit wirkte sich die Schweizer Luft zwar zunächst positiv aus, der Künstler starb aber schon am 6. Dezember 1954 nach einem Herzschlag.
Schon zu Lebzeiten war sein Schaffen eng mit der Galerie Nierendorf verbunden, die bis heute sein Werk mit Ausstellungen betreut.

## Werke (Auswahl)
- Selbstbildnis, 1929, Öl auf Leinwand, 80,5 × 65,5 cm. Städtische Galerie im Lenbachhaus, München
- Der Holzträger, 1931, Tuschpinsel auf Skizzenbuchblatt, 445 × 337 mm
- Dirne, 1931, Öl auf Leinwand, Sammlung Hartwig Garnerus, München
- Rastende Kartoffelklauberin, 1932, Radierung (Kaltnadel) auf Papier, 118 × 118 mm
- Arbeiter (II), 1933, Öl auf Leinwand, Sammlung Hartwig Garnerus, München
- Sitzende, das Gesicht in die Hände vergraben, 1937, Holzschnitt auf Japanpapier, 442 × 300 mm
- Kohlenschlepper, 1932, Tempera auf Papier, 443 × 336 mm
- Männerbildnis, 1932, Öl auf Leinwand, 47,3 × 37,2 cm
- Selbstbildnis, 1935, Holzschnitt auf festem Papier, 394 × 2815 mm
- Toter Soldat, 1944, Öl auf Leinwand, 30,7 × 40,8 cm
- Portrait von Albert Einstein, 1951, Tusche auf Pergament, 393 × 298 mm

Illustrationen
- Grimm's fairy tales. Überarbeitung der Übersetzung von Margaret Hunt von James Stern. 212 Illustrationen von Josef Scharl. New York : Pantheon Books, 1944

## Ausstellungen

### Zu Lebzeiten
- 1930 Teilnahme an der DKB-Jahresausstellung, Ausstellungsgebäude auf dem Interimtheaterplatz, Stuttgart
- 1931 Ausstellungshallen Norbertstraße, Essen
- 1932 Aquarelle und Zeichnungen, Museum Danzig / Städtische Kunsthalle Königsberg
- 1935 Einzelausstellungen im Kunstzaal van Lier/Amsterdam und in der Galerie Nierendorf/Berlin. Sonderausstellung in der Neuen Pinakothek/München.
- 1935 Scharl ist in einer Vorausstellung zum Thema „Entartete Kunst“ anlässlich des Reichsparteitages in Nürnberg mit Bildern vertreten und wird in der Presse namentlich genannt. Seine Bilder werden mit Naziparolen beschmiert.
- 1936 Ausstellung zusammen mit Fritz Faiss im Graphischen Kabinett Günther Franke/München
- 1936 Letzte DKB-Jahresausstellung im Hamburger Kunstverein (zwangsgeschlossen nach 10 Tagen)
- 1941 Einzelausstellungen in der Nierendorf Gallery/New York
- 1943 Einzelausstellungen in der Universität Louisville
- 1944–1945 Einzelausstellungen in der Pinacothek/New York, im Museum of Modern Art/San Francisco, in der Galerie Nierendorf/Hollywood, Handzeichnungen im M.W. Proctor Institute/Utica, Zeichnungen zu Grimms Märchen in der Galerie Nierendorf/New York, im M.H. de Young Museum/San Francisco und im Denver Art Museum.
- 1946 Einzelausstellungen in der Galerie Nierendorf/New York und in der Galerie Clasing/Münster (Sammlung Otto Schmidt)
- 1947 Ausstellung der 50 Zeichnungen zum Alten und Neuen Testament in der Galerie Nierendorf/New York. Ausstellung von Temperablättern und Zeichnungen im Kunsthaus Beisel/Karlsruhe.
- 1949 Einzelausstellung von neuen Bildern bei J.B. Neumann, New Art Circle/New York. Ausstellung von Temperablättern und Handzeichnungen aus USA im Badischen Kunstverein/Karlsruhe und in der Galerie Günther Franke/München. Gemäldeausstellung im Collecting Point/München.
- 1950–1952 Einzelausstellungen im Heidelberger Kunstverein, im Kölner Kunstverein, im Art Museum/Boston, Zeichnungen in The Little Gallery/Princeton.
- 1953 Ausstellung von Werken bis 1938 im Pavillon Alter Botanischer Garten/München. Einzelausstellungen in der Galerie Georges Moos/Genf und bei Dr. Otto Kallir, Galerie St. Etienne/New York.
- 1954 Graphikausstellung im Pavillon Alter Botanischer Garten/München. Ausstellung von Temperas und Zeichnungen in der Galerie St. Etienne/New York.

### Postum
- 1956 Gedächtnisausstellung in der Galerie St. Etienne/New York
- 1958 Ausstellung von Zeichnungen im Kunstverein von Chautauqua/New York
- 1959 Einzelausstellung in der Galerie St. Etienne/New York
- 1962 Einzelausstellung im Barnard College, Columbia-Universität/New York
- 1964 Gedächtnisausstellung zum 10. Todestag in der Galerie Nierendorf/Berlin
- 1967 Gedächtnisausstellung zum 70. Geburtstag in der Galerie Nierendorf/Berlin
- 1967/1968 Von der Galerie Nierendorf zur Verfügung gestellte Wanderausstellung mit Gemälden, Temperas, Zeichnungen und Druckgraphiken aus allen Schaffenszeiten: Städtisches Museum/Wiesbaden, Städtisches Museum/Trier, Kunstverein/Heidelberg, Galerie Alex Vömel/Düsseldorf, Städtisches Gustav-Lübcke-Museum/Hamm und im Kunstverein/Herford.
- 1969 Einzelausstellung bei Dorothee Carus-Isserstedt, Carus Gallery/New York
- 1971 Ausstellung der in den USA neuerworbenen Gemälde in der Galerie Nierendorf/Berlin
- 1973 Ausstellung von Temperas und Zeichnungen aus allen Schaffenszeiten in der Galerie Nierendorf/Berlin
- 1976/1977 Ausstellung von 94 Gemälden im Museum am Ostwall/Dortmund und im Saarland-Museum/Saarbrücken mit gemeinsamem Katalog
- 1981 Einzelausstellung in der Galerie Hermeyer/München
- 1982 Werke aus Münchner Privatbesitz in der Stadtsparkasse Schwanthaler Straße/München. Ausstellung von Zeichnungen in der Galerie Rose Lörch/München. Umfassende Präsentation aus dem Gesamtwerk in der Städtischen Galerie im Lenbachhaus/München
- 1983 Einzelausstellung in der Galerie Hermeyer/München. Ausstellung von Gemälden, Temperas und Zeichnungen aus drei Jahrzehnten in der Galerie Nierendorf/Berlin
- 1987 Einzelausstellung in der Galerie Hagemeier/Frankfurt am Main
- 1991 Einzelausstellung in der Galerie Nierendorf/Berlin
- 1995 Einzelausstellung in der Gemäldegalerie Neue Meister in Dresden
- 1996 Einzelausstellung in der Galerie Hagemeier in Frankfurt am Main
- 1996/1997 Einzelausstellung in der Galerie Nierendorf/Berlin
- 1999 Einzelausstellung in der Galerie Axel Harmstorf/München.
- 1999/2000 Kunsthalle Emden
- 2008 Expressionale Berlin
- 2016/2017 Städelsches Kunstinstitut, Frankfurt a. M., „Geschlechterkampf“
- 2018 Ernst Barlach Haus, Hamburg[6]

## Preise
- 1929 Dürerpreis der Stadt Nürnberg
- 1930 Rompreis und einen Preis der Stadt München
- 1931 Preis der Münchner Akademie
- 1932 Förderpreis der Stadt Essen